# Saramură
La Saramură és un plat tradicional romanès, generalment basat en diferents tipus de peix, normalment dobruja, i a Moldàvia i Transsilvània s'hi afegeix carn seca o fumada. Les receptes varien molt, la part habitual és el peix / carn a la brasa (de vegades sobre un llit de sal) i després s’afegeix remullat, bullit en salmorra o salsa base de salmorra. Normalment el plat inclou verdures, mamaliga, (semblant a la polenta), patates, etc. (la paraula romanesa significa salmorra).
Els lipovans li diuen rassol al plat. Per exemple, a la saramură de crap n'hi diuen karp rassol. Saramură de crap es tradueix sovint per "carpa en salmorra" o "carpa salada".